# Dorimogu Daa!!
Mock & Sweet (яп. ドリモグだァ!! Dorimogu Daa!!, Доримогу Даа!!) — японский аниме-сериал, выпущенный студией Japcon-Mart, также его единственный проект. Транслировался по телеканалу NTV с 15 ноября 1986 года по 4 ноября 1987 года. Всего выпущено 49 серий аниме. Сериал был лицензирован американской компанией Enoki Films и транслировался на территории Италии и Португалии.

## Сюжет
Крольчата Дори и Хана впервые решают выбраться из-под земли и путешествовать на поверхности. Они будут помогать бедным и несчастным, защищая их от тирании злых диктаторов, бандитов и королей, которые являются пародией на существующие государства и проводят параллель между ними.

## Роли озвучивали
- Фудзита Тосико — Доримогу
- Миура Масако — Ханамогу
- Хориути Кэню — Рональд
- Такигути Дзюмпэй — Карл